# Euxoa laetificans
Euxoa laetificans är en fjärilsart som beskrevs av Smith 1894. Euxoa laetificans ingår i släktet Euxoa och familjen nattflyn. Inga underarter finns listade i Catalogue of Life.